# جيوفري كاندا
جيوفري كاندا (بالإنجليزية: Geoffrey Canada)‏ هو كاتب أمريكي، ولد في 13 يناير 1952 في ذا برونكس في الولايات المتحدة.

## وصلات خارجية
- جيوفري كاندا على موقع إن إن دي بي (الإنجليزية)